# Gara Connolly
Gara Connolly (Stáisiún Uí Chongaile în irlandeză, Connolly Station în engleză) este una dintre cele două gări principale din Dublin, Irlanda și un centru important în rețeaua feroviară irlandeză. Este situat pe malul nordic (Northside) al râului Liffey și stație deservește rutele spre nordul, nordvestul și sudul Irlandei. Linia de tren suburbană, Dublin Area Rapid Transit (DART), trece prin stație. Connolly conține și sediul parțial a companiei naționale de căi ferate irlandeze, Iarnród Éireann.

## Istorie
Gara a fost deschisă pe data de 29 noiembrie 1844 de Compania Feroviară Dublin și Drogheda, sub numele Gara Străzii Amiens (Amiens Street Station). Prima gară a avut doar o linie, spre Drogheda și doar în 1853 au început serviciile până la Belfast. În 1891, Calea Ferată Dublin a conectat stația cu Gara Westland Row (acum numită Gara Pearse), pe malul de sud al orașului. Aceasta a permis servicilor de tren să meargă de la Strada Amiens, prin Westland Row până la Rosslare și sud-estul Irlandei. Serviciile până la Sligo au fost transferate la acestă gară în 1937, când a fost închisă Gara Broadstone. Serviciile până la Galway și Mayo au pornit de la Connolly după 1937, trecând prin Mullingar și Athlone. Acest serviciu a fost închis în anii 1970, când a fost înlocuit cu trenuri pe linia de Cork, linie de calitate mai bună, care plecau de la Gara Heuston. Trenuri de călători între Mullingar și Athlone au fost suspendate complet în 1987.
Numele gării a fost schimbat la Connolly în 1966, după patriotul irlandez James Connolly. În anii 1990, gara a fost complet renovată și parțial reconstruită. Un hol nou a fost construit, acoperișul peste șinele 1-4 a fost reconstruit și un complex nou de magazine și cofetării a fost instalat. Fosta intrare secundară pentru trenurile Dublin Area Rapid Transit (locale) a fost închisă și o intrare nouă lângă Centrul Internațional de Servicii Financiare a fost deschisă. Din 2004, Connolly este servită de linia roșie a rețelei de tramvai Luas. Înainte de asta, fosta stație de autobuz a fost demolată, înlocuită cu o stație de tramvai de două platforme.

## Servicii
Connolly are șapte platforme, sau șine, în total, patru care se termină la stație și trei care trec mai departe. De la această gară pleacă trei servicii Intercity, furnizate de Iarnród Éireann:
- Serviciul Enterprise (până la Belfast, trecând prin Drogheda, Dundalk, Newry și Portadown)
- Serviciul Dublin-Sligo (trecând prin Maynooth, Mullingar și Longford)
- Serviciul Dublin-Rosslare Europort (trecând prin Dublin Pearse și Wexford)

Trenuri locale merg până la Drogheda, Maynooth și Arklow. În plus, serviciul suburban DART folosește platformele 5, 6 și 7.

## Conecții
Pe când Connolly leagă orașul Dublin cu coasta de est a Irlandei și comitatul Sligo, Gara Heuston servește sudul și vestul insulei. Connolly este conectată cu Heuston prin sistemul de tramvai Luas, pe linia roșie. Există și legături feroviare între cele două gări prin Parcul Phoenix, deși serviciile de călătorii foarte rar folosesc porțiunea asta de șină. Această relație este mai mult folosită pentru transfer de vagoane și locomotive între cele două gări.
1. ↑   (PDF) https://www.irishrail.ie/getmedia/70ff8152-050c-4f29-a093-10c0c58ea912/Poster-2-A0-Dublin-Area-Rail-and-Tram-Network-Portrait-08-02-24.pdf Lipsește sau este vid: |title= (ajutor)
2. ↑  The Great Northern Railway (Ireland)
3. ↑   (PDF) https://www.railscot.co.uk/Ireland/Irish_railways.pdf Lipsește sau este vid: |title= (ajutor)